# 紫吹淳
紫吹 淳（しぶき じゅん、1968年11月19日 - ）は、日本の女優。元宝塚歌劇団月組トップスター。本名は棚澤 理佳（たなざわ りか）。
群馬県邑楽郡大泉町出身。かつてはオスカープロモーション所属（2020年8月31日まで）、マセキ芸能社と業務提携していた（2020年9月から約1年間）。在団中の愛称は「リカ」（本名から）。

## 来歴・人物
足腰の弱さを心配した両親の勧めで、3歳よりダンスを始める。
中学生の頃、バレエ教室の発表会で白雪姫を踊ったところ、背が伸びすぎていることに気づいた。以来、バレエに行かなくなり、髪の毛も切ってしまった。しかし、しばらくたってからやはりバレエが好き、と思いなおし、再びバレエに通い始めたところ、宝塚ファンだったバレエ教室の講師に宝塚受験を勧められたのをきっかけに1984年に宝塚音楽学校を受験、合格する。
1986年、72期生として宝塚歌劇団入団。入団時の成績は24番。星組の「レビュー交響楽」で初舞台を踏む。同期に女優の香寿たつき、真織由季、歌手の中条まり、現役では専科の五峰亜季がいる。同年5月、香寿らとともに当時強豪がひしめいていた花組に配属となる。
花組配属後はダンサーとして活躍。1989年のニューヨーク公演、1994年のロンドン公演に参加するなど徐々に頭角を現し1992年、「スパルタカス」新人公演で初主演。以降、男役スターとして経験を積む。1996年に星組に異動。1997年には月組に異動し、当時のトップスターだった真琴つばさ（花組時代の1年先輩）の下で2番手となる。2000年6月に各組の2番手・3番手と共に専科に異動（いわゆる「新専科」）。同年6月には、専科生としてベルリン公演に主演している。
2001年5月、真琴つばさの後任含みとして月組に戻り、同年7月に月組トップスターに就任。相手役は星組から異動した映美くらら。また、とびきり気障な役どころや悪役（ピカレスクの主役を含め）・敵役も演じた。
2004年3月「薔薇の封印－ヴァンパイア・レクイエム」を最後に退団した。
2004年4月、オスカープロモーションへ所属、「女優宣言」を行い、芸能活動を新たにスタートした。ただしディナーショーなどの場では従来のように男役も演じている。
2020年8月6日、オスカープロモーションを退所することが一部で報じられ、8月31日、同日付でオスカープロモーションを退社したことを報告した。9月7日、マセキ芸能社との業務提携を発表。あわせて個人事務所「株式会社エヴォリュエ」の設立も明らかにした。

## 宝塚歌劇団時代の主な舞台

### 花組時代
- 初舞台「レビュー交響楽」（星組）
1986年3月 - 5月 宝塚大劇場（宝塚）
- 「フォーエバー!タカラヅカ」 新人公演：白鍵のダンサーA
1988年10月 宝塚大劇場（宝塚）
- 「会議は踊る／ザ・ゲーム」
「会議は踊る」新人公演：マックス
「ザ・ゲーム」デモリション・マン、他
1989年1月 - 2月 宝塚大劇場（宝塚）
- 「ロマノフの宝石」 新人公演：セザール
1989年7月 宝塚大劇場（宝塚）
- 「宝塚をどり賛歌'89／フォーエバー!タカラヅカ」
1989年10月 ニューヨーク公演
- 「エル・アミーゴ」 ゴンザレス
1990年2月 宝塚バウホール（宝塚）
- 「ベルサイユのばら」 ノワイユ伯爵夫人、新人公演：アラン
1990年3月 - 5月 宝塚大劇場（宝塚）
- 「春の風を君に…」 豹童、新人公演：朱同
1991年1月 - 2月 宝塚大劇場（宝塚）
- 「ヴェネチアの紋章／ジャンクション24」
「ヴェネチアの紋章」 オルファン、新人公演：カシム
「ジャンクション24」 トミー、他
1991年6月 - 8月 宝塚大劇場（宝塚）
- 「ディーン」 ビッグ・ダモン
1991年8月 - 9月 宝塚バウホール（宝塚）
- 「スパルタカス」 リビウス、新人公演：スパルタカス（本役：安寿ミラ）＊新人公演初主演
1992年2月 - 3月 宝塚大劇場（宝塚）
- 「けれど夢の中でめざめたときに」 ジュン/ナゼ
1992年4月 - 5月 宝塚バウホール（宝塚）
- 「心の旅路」 デビッド、新人公演：スミス、チャールズ ＊新人公演主役
1992年8月 - 10月 宝塚大劇場（宝塚）
- 「フラワー・ドラム・ソング」 サミー・フォン
1992年10月 - 11月 宝塚バウホール（宝塚）
- 「メランコリック・ジゴロ／ラ・ノーバ!」
「メランコリック・ジゴロ」 バード
「ラ・ノーバ!」 豹の男A、小悪魔、他
1993年6月 東京宝塚劇場（東京）
- 「ベイ・シティ・ブルース／イッツ・ア・ラブ・ストーリー」
「ベイ・シティー・ブルース」 ファルコ
1993年8月 - 9月 宝塚大劇場（宝塚）
- 「アップル・ツリー」 ヘビ、フリップ
1993年10 宝塚バウホール（宝塚）
- 「サラン・愛」 趙竜雲
1994年2 宝塚バウホール（宝塚）
- 「ブラック・ジャック 危険な賭け／火の鳥」
「ブラック・ジャック 危険な賭け」 ニュースレポーター
「火の鳥」 オルガ、他
1994年3月 - 5月 宝塚大劇場（宝塚）
- 「花扇抄／扉のこちら／ミリオン・ドリームズ」
1994年7月 ロンドン公演
- 「ライド・オン」 信吾、シドニー、他
1994年8月 宝塚バウホール（宝塚）
- 「冬の嵐、ペテルブルグに死す／ハイパー・ステージ!」
「冬の嵐、ペテルブルグに死す」 スーリン
「ハイパー・ステージ!」 レーサー、ゼブラ、他
1994年9月 - 11月 宝塚大劇場（宝塚）
- 「哀しみのコルドバ／メガ・ヴィジョン」
「哀しみのコルドバ」 フェリーベ
「メガ・ヴィジョン」 ジゴロA、マンボの男A、歌手、他
1995年1月 宝塚大劇場（宝塚）
- 「エデンの東／ダンディズム!」
「エデンの東」 ジョー
「ダンディズム」 ハードボイルドの男S
1995年6月 - 8月 宝塚大劇場（宝塚）
- 「紅はこべ」 アンドリュー
1995年9月 - 10月 地方公演
- 「花は花なり／ハイペリオン」
「花は花なり」 牛之介、鼠A、風丸・風之丞、他
「ハイペリオン」 レオナルド、トパーズ、他
1996年1月 - 2月 宝塚大劇場（宝塚）

### 星組時代
- 「二人だけが悪／パッション・ブルー」
「二人だけが悪」 カルロス
「パッションブルー」 ロンリー・ガイ、他
1996年5月 - 6月 宝塚大劇場（宝塚）
- 「ドリアン・グレイの肖像」ドリアン・グレイ
1996年9月 宝塚バウホール（宝塚）
- 「エリザベート」 ルイジ・ルキーニ
1996年11月 - 12月 宝塚大劇場（宝塚）
- 「誠の群像／魅惑II」
「誠の群像」 勝海舟
「魅惑II」 ハートブレーカ、シャルル、他
1997年5月 - 6月 宝塚大劇場（宝塚）

### 第1次月組時代
- 「EL DORADO」 ワルパ
1997年11月 東京宝塚劇場（東京）
- 「Alas」 帝、Kojiro、他
1997年12月 シアター・ドラマシティー（大阪）
- 「WEST SIDE STORY」 ベルナルド
1998年2月 - 3月 宝塚大劇場（宝塚）
- 「ブエノスアイレスの風」 ニコラス
1998年8月 シアター・ドラマシティー（大阪）
- 「黒い瞳／ル・ボレロ・ルージュ」
「黒い瞳」 プガチョフ
「ル・ボレロ・ルージュ」 ザ・マン、オルフェ、他
1998年9月 - 10月 宝塚大劇場（宝塚）
- 「螺旋のオルフェ／ノバ・ボサ・ノバ」
「螺旋のオルフェ」 アリオン
「ノバ・ボサ・ノバ」 オーロ
1999年5月 - 6月 宝塚大劇場（宝塚）
- 「夢幻花絵巻／ブラボー!タカラヅカ」
1999年10月 - 11月 中国・北京上海公演
- 「プロヴァンスの碧い空」 アンドレ
1999年12月 シアター・ドラマシティー（大阪）
- 「LUNA-月の伝言-／BLUE MOON BLUE」
「LUNA-月の伝言-」 ブライアン
「BLUE MOON BLUE」 ナーガ
2000年2月 - 4月 宝塚大劇場（宝塚）

### 専科時代
- 「宝塚 雪・月・花／サンライズ・タカラヅカ」
2000年6月 - 7月 ベルリン公演
- 「ALL ABOUT RIKA」（宙組）
2000年9月 - 10月 ル・テアトル銀座（東京）
- 「ALL ABOUT RIKA」（雪組）
2000年11月 宝塚バウホール（宝塚）
- 「いますみれ花咲く／愛のソナタ」（月組）
「いますみれ花咲く」 皇子
「愛のソナタ」 オックス男爵
2001年1月 - 2月 東京宝塚劇場（東京）
- 「プロヴァンスの碧い空」再演 （月組）アンドレ・モォヴァル
2001年3月5日 - 20日 ル・テアトル銀座（東京）

### 第2次月組・月組トップ時代
- 「愛のソナタ／ESP!!」
「愛のソナタ」 オックス男爵
「ESP!!」 コートの男A、ガイA、タンゴの男A、他
2001年5月 - 7月 宝塚大劇場（宝塚）
- 「大海賊／ジャズマニア」 ＊トップスター披露公演
「大海賊」 エミリオ
「ジャズマニア」 GIジョー、ザ・マン、ザ・ゲスト
2001年8月 - 9月 東京宝塚劇場（東京）
- 「ガイズ&ドールズ」 スカイ・マスターソン
2002年1月 - 2月 宝塚大劇場（宝塚）
- 「サラン・愛」 趙竜雲
2002年6月 - 7月 全国ツアー
- 「長い春の果てに／With A Song in my Heart」
「長い春の果てに」 ステファン
「With A Song in my Heart」 ディック、チャイナドール、他
2002年8月 - 9月 宝塚大劇場（宝塚）
- 「花の宝塚風土記／シニョール ドン・フアン」
「花の宝塚風土記」 書生、山三、傾き男S、他
「シニョール ドン・ファン」 レオ・ヴィスコンティ
2003年4月 - 5月 宝塚大劇場（宝塚）
- 「Lica-Rica/L,R」
2003年9月 東京芸術劇場（東京）
- 「Lica-Rica/L,R」
2003年10月 シアター・ドラマシティー（大阪）
- 「薔薇の封印」 フランシス ＊退団公演
2003年11月 - 12月 宝塚大劇場（宝塚）

## 宝塚歌劇団退団後の主な活動

### 舞台
- 朗読劇「愛の手紙」（日本文化交流会サロン vol.59）
2004年4月23日 - 4月24日 有楽町朝日ホール（東京）
- 「喝采」 影山璃香役
2004年7月1日 - 7月25日 帝国劇場（東京）
- ファーストコンサートツアー2005「Ca★Va」
2005年1月27日 - 1月30日 東京国際フォーラム（東京）
2005年2月1日 - 2月2日 大阪厚生年金会館・芸術ホール（大阪）
2005年2月4日 - 2月5日 愛知厚生年金会館 （愛知）
- 「グッバイ・チャーリー」 チャーリー役主演
2005年4月19日 - 4月20日 シアター・ドラマシティ（大阪）
2005年4月23日 - 4月29日 東京芸術劇場（東京）
2005年5月1 中日劇場（愛知）
- 「ボーイ・フロム・オズ」 ライザ・ミネリ役
2005年6月10日 - 6月27日 青山劇場（東京）
- 「LOVE LETTERS」 メリッサ役
2005年8月11日 パルコ劇場（東京）
- 「GRAND HOTEL」 フレムシェン役
2006年1月6日 - 1月24日 東京国際フォーラム（東京）
- 芸能活動20周年記念コンサート 「XX-SPLASH!」
2006年4月7日 - 4月10日 新国立劇場（東京）
- 「ジャック・ブレルは今日もパリに生きて歌っている」
2006年5月12日 - 5月14日 ル テアトル銀座（東京）
- 朗読劇「窯変・源氏物語 夕顔の巻」
2006年8月4日 - 9日 白寿ホール（東京）
- 「黒革の手帖」 岩村叡子役
2006年10月3日 - 10月26日 明治座（東京）
- 「ボーイ・フロム・オズ」再演 ライザ・ミネリ役
2006年10月28日 - 11月6日 青山劇場（東京）
2006年11月23日 - 11月26日 大阪厚生年金会館・芸術ホール（大阪）
- 「タイタニック the musical」 ケイト・マクガワン役
2007年1月15日 - 2月4日 東京国際フォーラム（東京）
- 「モダン・ミリー」 ミリー役主演
2007年4月16日 - 4月29日 新国立劇場（東京）
- 「Dancin' Crazy」
2007年8月2日 - 4日 文京シビックホール（東京）
2007年8月9日 - 13日 梅田芸術劇場メインホール（大阪）
2007年8月22日 - 23日 五反田ゆうぽうと（東京）
- 「女ねずみ小僧 〜目明かしの女房〜」 浅黄役
2007年11月2日 - 27日 明治座（東京）
- Super Collaborate Show 「Mr. PINSTRIPE 2007」
2007年12月13日 - 16日 東京芸術劇場（東京）
2007年12月20日 大阪厚生年金会館 ウェルシティ大阪大ホール（大阪）
- ミュージカルロマンス「DRACULA ドラキュラ伝説」 ルーシー・ウェステンラ役
2008年4月12日 - 21 中日劇場（名古屋）
2008年4月24日 東京エレクトロンホール宮城（仙台）
2008年5月1日 ウェルシティ広島（広島厚生年金会館）（広島）
2008年5月21日 福岡市民会館（福岡）
2008年6月4日 - 8日 梅田芸術劇場メインホール（大阪）
2008年6月12日 - 22日 新国立劇場中劇場（東京）
- ミュージカル「シャウト!」 ブルー役
2008年8月6日 ヨコスカ・ベイサイド・ポケット（神奈川）
2008年8月12日 - 31日 博品館劇場（東京）
2008年9月3日 可児市文化創造センター主劇場（岐阜）
2008年9月5日 富士ロゼシアター大ホール（静岡）
2008年9月7日 アルファあなぶきホール（香川県県民ホール）大ホール（高松）
2008年9月9日 兵庫県民芸術文化センター中ホール（西宮）
2008年9月11日 松山市民会館大ホール（愛媛）
2008年9月13日 高知県民文化ホール オレンジホール（高知）
2008年9月15日 宗像ユリックス イベントホール（福岡）
- 「ボーイ・フロム・オズ」再再演 ライザ・ミネリ役
2008年10月5日 - 10月14日 青山劇場（東京）
2008年10月23日 - 10月26日 シアターBRAVA!（大阪）
- ミュージカル「愛と青春の宝塚 〜恋よりも生命よりも〜」嶺野白雪 （リュータン）役主演（湖月わたるとWキャスト）
2008年12月2日 - 22日 新宿コマ劇場（東京）（12月1日プレビュー公演）
2008年12月27日 グリーンホール相模大野（神奈川）
2009年1月11日 福岡サンパレス（福岡）
2009年1月15日 鹿児島市民文化ホール（鹿児島）
2009年1月18日 崇城大学市民ホール（熊本市民会館）（熊本）
2009年1月21日 佐賀市文化会館（佐賀）
2009年1月31日 広島厚生年金会館（広島）
2009年2月4日 岩手県民会館（岩手）
2009年2月7日 静岡市民文化会館（静岡）
2009年2月11日 - 12日、14日 - 15日 梅田芸術劇場（大阪）
2009年2月21日 新潟県民会館（新潟）
2009年2月24日 富山オーバードホール（富山）
2009年2月26日 福井フェニックスプラザ（福井）
2009年2月28日 石川厚生年金会館（石川）
2009年3月4日 北海道厚生年金会館（北海道）
2009年3月8日 長野県県民文化会館（長野）
2009年3月10日 愛知県芸術劇場（愛知）
- 「T4ファーストコンサート」
2009年3月13日 - 15日 東京国際フォーラム（東京）
- ドラマティックレビュー「うたかたのオペラ」メイファ役 主演
2009年6月26日 - 28日 大阪松竹座（大阪）
- 朗読「氷山ルリの大航海」
2009年7月30日 横浜大さん橋ホール（神奈川）横浜開港博Y150イベント
- ミュージカル「グッバイ、チャーリー」チャーリー・ソレル役 主演
2009年9月12日 - 20日 東京芸術劇場（東京）
2009年9月26日 大阪厚生年金会館 ウェルシティ大阪 芸術ホール（大阪）
- 「Wedding Dancing Happening 〜踊れないヤツが犯人だ!〜 / Dancing☆Stars」渋谷潤役
2009年10月10日 - 12日 東京プリンスホテル 鳳凰の間
- 朗読「九つの物語vol.1」
2009年10月27日 「人魚の嘆き」 渋谷セルリアンタワー能楽堂（東京）
2009年10月28日 「魔術師」 渋谷セルリアンタワー能楽堂（東京）
- 「Nine The Musical」 リリアン・ラ・フルール役
2009年12月11日 - 12月27日 ル・テアトル銀座（東京）
2010年1月9日 - 1月10日 シアターBRAVA!（大阪）
- ドラマティックレビュー「うたかたのオペラ」再演 メイファ役 主演
2010年5月7日 - 9日 日本青年館（東京）
- 「つばき、時跳び」
2010年8月11日 - 29日 明治座
- 「朗読劇 私の頭の中の消しゴム」
2010年9月8日 - 19日 銀河劇場
- 「源氏物語×大黒摩季songs〜ボクは、十二単に恋をする〜」光源氏 役 主演
2010年10月・11月 天王洲銀河劇場
- 「最後の一枚の絵」
2010年12月 新国立劇場
- 「陰陽師 〜Light and Shadow〜」シヴァ 役
2011年4月7日 - 17日 新国立劇場
- 「風と共に去りぬ」 メラニー 役
2011年6月3日 - 12日 梅田芸術劇場
2011年6月18日 - 7月10日 帝国劇場
- 八月納涼公演「好色一代男」
2011年8月6日 - 21日 名古屋御園座
- 「ジンギスカン〜わが剣、熱砂を染めよ〜」ジンギスカン 役
2011年10月3日 - 13日 東京・渋谷区文化総合センター大和田
- 「新春 滝沢革命」
2012年1月1日 - 29日 帝国劇場
- 「9時から5時まで」ジュディー・バーンリー役
2012年3月9日 - 18日 天王洲銀河劇場
- 「源氏物語×大黒摩季songs〜ボクは、十二単に恋をする〜」光源氏 役 主演
2012年5月11日 - 20日 天王洲銀河劇場
- 「王様と私」アンナ・レオノーウェンズ役
2012年7月3日 - 7日 ゆうぽーとホール
2012年7月10日 - 8月12日 全国各地で公演
- Sound Theatre「Cross Road〜悪魔のバイオリニスト〜」ニコロ・パガニーニ役
2012年9月22日 - 23日 シアタークリエ
- 「その後のふたり」七海役
2013年4月14日 天王洲銀河劇場
- 岡田浩暉25周年記念ミュージカルライブ「KOHKI OKADA presents I Love Musical」
2016年2月6日 - 7日 東京グローブ座
- 「ゆく年く・る年冬の陣 師走明治座時代劇祭」 淀殿 役
2017年12月28日 - 31日 明治座
2018年1月13日、梅田芸術劇場
- 「魍魎の匣」 柚木陽子 役
2019年6月21日 - 30日 天王洲銀河劇場
2019年7月4日 - 7日 AiiA 2.5 Theater Kobe
- 「ボーイ・フロム・オズ」再再再演 ライザ・ミネリ役[7]
2022年6月18日 - 7月3日 東急シアターオーブ（東京）
2022年7月14日 - 7月16日 オリックス劇場（大阪）
- 「オンディーヌ」 水の精（王妃）役[8]
2022年12月23日 - 12月25日 愛知・ウインクあいち（愛知県産業労働センター）大ホール
2023年1月6日 - 1月11日 東京芸術劇場 シアターウエスト
- リーディング「銀河鉄道の夜」[9]
2023年11月30日 - 12月3日 東京芸術劇場 シアターイースト
- 「DREAM BOYS」[10]
2024年10月9日 - 29日、帝国劇場
- 「ピーター・パンとウェンディ」ウェンディ役[11]
2025年2月3日 - 9日、BAROOM
- 「テイ・る オブ ナイトメア〜不思議の国の給仕係〜」[12][13]
2025年3月21日 - 30日、I'M A SHOW

### テレビドラマ
- 松本清張 黒革の手帖（2004年10月 - 12月、テレビ朝日） - 櫻井曜子 役
- 夢縁坂骨董店 第2話（2005年10月、朝日放送）
- 浅見光彦シリーズ22「首の女（ひと）殺人事件」（2006年2月、フジテレビ） - 野沢光子 役
- 警視庁捜査一課9係 第7話（2006年5月、テレビ朝日） - 長久保礼子 役
- 火曜ドラマゴールド 監察医・室生亜季子スペシャル 最後の解剖（2007年3月、日本テレビ）
- 地獄の沙汰もヨメ次第（2007年7月 - 9月、TBS） - 大塚翔子 役
- 水戸黄門 第38部 第13話「弥七に恋した影の女・尾張」（2008年4月14日、TBS） - お春 役
- 名探偵の掟 第3話（2009年4月、テレビ朝日）
- ナサケの女〜国税局査察官〜 第7話（2010年11月25日、テレビ朝日） - 島田美恵 役
- ハンチョウ〜神南署安積班〜 シリーズ4 〜正義の代償〜 第4話（2011年5月2日、TBS） - 稲垣香織 役
- ハイスクール歌劇団☆男組（2012年10月6日、CBC） - 杉村葵 役
- ドクターX〜外科医・大門未知子〜（2012年10月 - 12月、テレビ朝日） - 千葉園子 役
- 探訪 巨大ターミナル（2013年9月28日、NHK BSプレミアム） - ※VTRドキュメント+ドラマ - 本人 役
- 天誅〜闇の仕置人〜 第6話（2014年2月28日、フジテレビ） - 山田雅江 役
- 月曜ゴールデン 守護神・ボディーガード 進藤輝3（2014年6月9日、TBS） - 坂本留美 役
- ヤメゴク〜ヤクザやめて頂きます〜 第8話（2015年6月4日、TBS） - 畠山智晶 役
- BARレモン・ハート 第2話（2015年10月12日、BSフジ）
- 遺産相続弁護士 柿崎真一 第1話（2016年7月7日、読売テレビ） - 山岸倫子 役
- 俺の家の話 第6話（2021年2月26日、TBS） - まゆみ 役
- ホテルマン東堂克生の事件ファイル〜八ヶ岳リゾート殺人事件〜（2022年1月22日、BS-TBS） - 高梨絵里子 役
- ママはバーテンダー〜今宵も踊ろう〜（2023年1月19日 - 3月9日、BS-TBS・BS-TBS4K） - 星野あかり 役 ※連続ドラマ初主演[14]
- 旅人検視官 道場修作「庄内・湯野浜温泉殺人事件」（2023年12月17日、BS日テレ） - 水元明世 役[15]
- 月曜プレミア8 今野敏サスペンス 警視庁強行犯係 樋口顕「遠火」（2024年11月25日、テレビ東京） - 成島いずみ 役[16]
- 家政夫のミタゾノ 第7シーズン 第6話（2025年2月18日、テレビ朝日） - 取目悦子 役[17][18]

### バラエティ番組、その他
- シャル・ウィ・ダンス？〜オールスター社交ダンス選手権〜（日本テレビ）
第4シリーズにて二宮清プロとペアを組み優勝
- 世界ウソでしょ旅行社・特別番組（紀行番組 / ドキュメンタリー番組 / バラエティ番組、2016年1月5日、関西テレビ）
- プレバト!!（毎日放送）不定期出演
- 23時開店!女の談話室 スナックHKB23（2018年8月10日 - 、BS-TBS）
- 発見!タカトシランド（2020年9月18日、10月16日、- 北海道文化放送） - 「札幌・さっぽろテレビ塔エリアでイイとこ探し！」「札幌・菊水エリアでイイとこ探し！」
- 突然ですが占ってもいいですか？（2021年2月、フジテレビ）[19]

### ラジオ番組
- SOUNDS OF STORY〜ASADA JIRO LIBRARY〜　「回転扉」（2014年10月25日、J-WAVE）[20]
- 百田夏菜子とラジオドラマのせかい（2022年9月9日 - 30日） - マンスリーゲスト[21]

### CM
- ヴァーナル化粧品
- フラット35
- DHC GEクリーム（2015年）[22]
- ハウス食品「ザ・ホテル・カレー」（2016年）[23]
- 宝仙堂「凄十」- 凄十ナビゲーター
  - 9代目 （2019年 - ）[24]
  - 10代目 (2023年 -) [25]

### 著書
- タカラヅカ式ダイエット（2011年5月24日、PHP研究所）ISBN 4569796761